# Isabelle de Médicis (Bronzino)
 (mars 2025).
Si vous disposez d'ouvrages ou d'articles de référence ou si vous connaissez des sites web de qualité traitant du thème abordé ici, merci de compléter l'article en donnant les références utiles à sa vérifiabilité et en les liant à la section « Notes et références ».
Isabelle de Médicis est un portrait attribué à l'artiste italien Agnolo Bronzino. Le tableau a été réalisé vers 1552-1553, et fait partie depuis 1866 des collections du Musée national de Stockholm.

## Description
Bronzino était principalement actif à Florence et était l'un des principaux portraitistes du maniérisme. Le portrait représente la duchesse Isabelle de Médicis (1542-1576) alors qu'elle avait environ onze ans, fille de Cosme Ier de Médicis, à la cour duquel Bronzino travailla et exécuta d'innombrables peintures et portraits de la famille ; le plus célèbre est le Portrait d'Éléonore de Tolède et de son fils Giovanni de Médicis qui représente la mère et le frère cadet d'Isabelle. Le fond sombre du portrait met en valeur son teint pâle, ses yeux expressifs et ses traits fins. Les boucles d'oreilles en forme de corne d'abondance font allusion à la fertilité. Elle épousa en 1558 Paolo Giordano Orsini (1541-1585) et mourut prématurément, probablement assassinée par son mari jaloux.